# Yellowknife Highway
Der Highway 3, besser bekannt unter den Namen Yellowknife Highway oder auch Great Slave Highway, verbindet den Hauptort der Northwest Territories, Yellowknife, mit dem Mackenzie Highway (Highway 1). Der Highway endet 188 km nördlich der Grenze zu Alberta. Die Straße wurde 1960 errichtet und ist seit 2006 durchgehend asphaltiert.

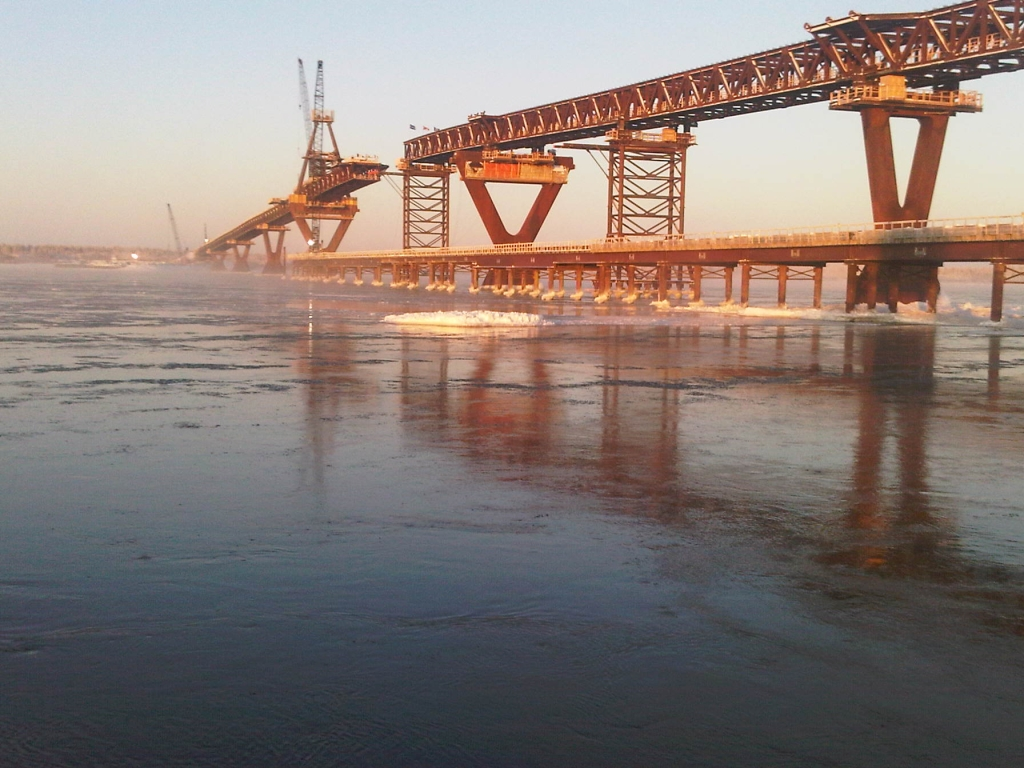
Deh Cho Brücke über den Mackenzie River

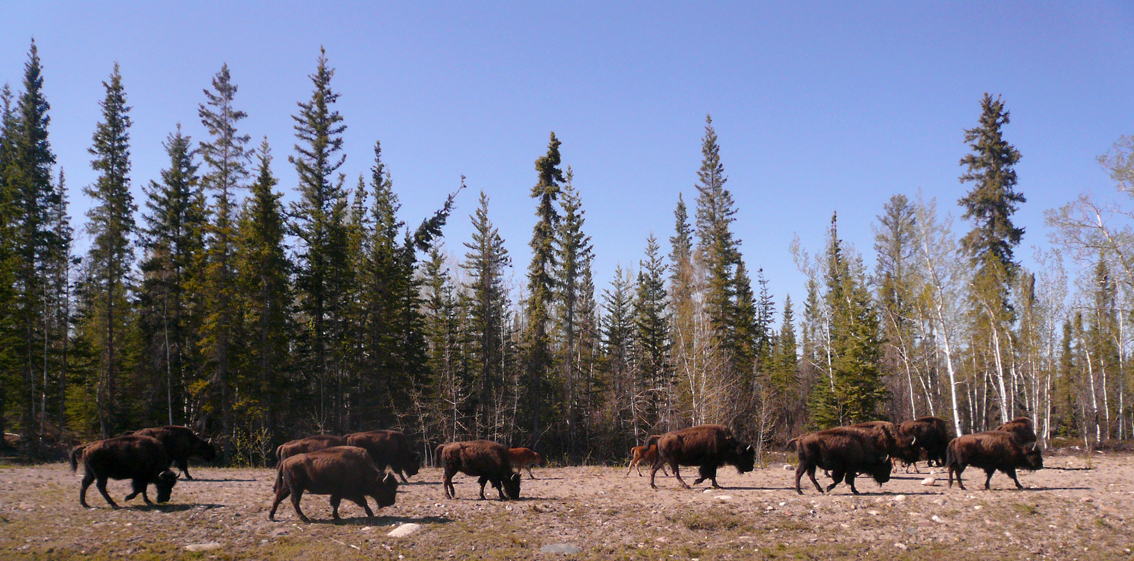
Bisons entlang des Yellowknife Highways

Der Highway verbindet auch Behchokò und Fort Providence mit der Zivilisation. Ab Yellowknife führt der Ingraham Trail (Highway 4) noch rund 70 km nach Norden, um die im Winter genutzten Eisstraßen ans Straßensystem anzuschließen.
Der Mackenzie River (südlich von Fort Providence) wurde von 1960 bis November 2012 mittels eines Fährservices (Mai–Januar) bzw. einer Eisbrücke (Dezember–März) überquert. Die Straße musste im Frühling auf Grund des aufbrechenden Eises jeweils für rund fünf Wochen gesperrt werden.
Am 30. November 2012 wurde die über den Fluss führende Deh-Cho-Brücke feierlich eröffnet, um den Fährservice und die Eisbrücke zu ersetzen. Lastwagen, welche nordwärts unterwegs sind, müssen eine Gebühr für die Benützung der Brücke bezahlen. Es besteht die Möglichkeit, seinen Truck vorher zu registrieren, für welche die Gebühr in Rechnung gestellt wird. Privatfahrzeuge dürfen die Brücke gratis passieren.